# Takashi Yoshimatsu
Takshi Yosimatsu (født 18. marts 1953 i Tokyo Japan) er en japansk komponist og pianist.
Yosimatsu hører sammen med Toru Takemitsu til nutidens fremmeste komponister i Japan. Han fik ingen musikundervisning som barn, men voksede op som glad amatør på keyboards og klaver i forskellige rock og jazz orkestre. Han kom ind på Keio Unviersity, hvor han studerede musik og teori.
Yosimatsu helligede sig mere og mere den klassiske musik, og blev især kendt for sine orkesterværker og sin filmmusik.
Han har skrevet 6 symfonier, orkesterværker, koncerter for mange instrumenter, filmmusik og klaverstykker etc.
Han er instpireret af Toru Takemitsu, Ludwig van Beethoven, Pjotr Tjajkovskij, The Beatles, Pink Floyd og Emerson, Lake & Palmer, og komponerer i romantisk og i neoklassisk stilretning blandet med atonalitet.

## Udvalgte værker
- Symfoni nr. 1 "Kamui-Chikap" (1990) - for orkester
- Symfoni nr. 2 "På Terra" (1991) - for orkester
- Symfoni nr. 3 (1998) - for orkester
- Symfoni nr. 4 (2000) - for orkester
- Symfoni nr. 5 (2001) - for orkester
- Symfoni nr. 6 "Fugle og engle" (2008) - for orkester
- Saxofonkoncert nr. 1 "Cyber fugl" (1994) - for altsaxofon, klaver og orkester
- Saxofonkoncert nr. 2 "Albireo Mode" (2005) - for sopransaxofon og orkester
- Guitarkoncert "Pegasuseffekt" (1984) - for guitar og orkester
- Klaverkoncert ""Memo Flora" (1997) - for klaver og orkester
- Fagotkoncert "Enhjørningekredsløb" (1988) - for fagot og orkester